# Wybory parlamentarne w Kanadzie w 2025 roku
Wybory parlamentarne w Kanadzie w 2025 roku – wybory parlamentarne w Kanadzie przeprowadzone 28 kwietnia, mające na celu wyłonienie 338 deputowanych do izby niższej Parlamentu Kanady, czyli Izby Gmin. W wyborach zwyciężyła rządząca od 2015 roku Liberalna Partia Kanady.

## Tło
W reakcji na słabnące notowania Liberalnej Partii Kanady, wynikające z rosnących kosztów życia i trudnej sytuacji na rynku mieszkaniowym, urzędujący od 2015 roku premier Justin Trudeau ogłosił 6 stycznia rezygnację z funkcji premiera i lidera partii. Nowym premierem został 9 marca ekonomista Mark Carney.
Zmiana premiera w Kanadzie zbiegła się w czasie z inauguracją prezydentury Donalda Trumpa. Jego polityka celna oraz wielokrotne wypowiedzi w których określał Kanadę jako 51. stan zaniepokoiły Kanadyjczyków. Przełożyło się to na wzrost poparcia dla Partii Liberalnej, która zapowiadała twardą obronę kanadyjskich interesów, przy spadku notowań dla Partii Konserwatywnej, której lider był oskarżany o zbytnią uległość wobec Donalda Trumpa.

Sondaże w kadencji 2021-2025

## Wyniki[1]
| Partia                      | Lider                              | Wynik     | Wynik | Mandaty | Mandaty |
| Partia                      | Lider                              | Głosy     | %     | Liczba  | +/-     |
| --------------------------- | ---------------------------------- | --------- | ----- | ------- | ------- |
| Liberalna Partia Kanady     | Mark Carney                        | 8 595 506 | 44,30 | 170     | 10      |
| Konserwatywna Partia Kanady | Pierre Poilievre                   | 8 113 550 | 41,81 | 143     | 24      |
| Blok Quebecu                | Yves-François Blanchet             | 1 236 349 | 6,37  | 22      | 10      |
| Nowa Partia Demokratyczna   | Jagmeet Singh                      | 1 234 771 | 6,36  | 7       | 18      |
| Zielona Partia Kanady       | Elizabeth May & Jonathan Pedneault | 238 893   | 1,23  | 1       | 1       |